# Mikayıl Əliyev
Mikayıl Əliyev (ur. 26 stycznia 1994) – azerski zawodnik taekwondo, srebrny medalista mistrzostw Europy, brązowy medalista igrzysk solidarności islamskiej.
W 2012 roku podczas mistrzostw w Manchesterze zdobył srebrny medal mistrzostw Europy w kategorii do 54 kg. W zawodach o mistrzostwo kontynentu startował ponadto jeszcze w 2011 roku w Pafos, w 2013 roku w Kiszyniowie i w 2014 roku w Baku. W 2011 roku odpadł w ćwierćfinale, a w 2013 i 2014 roku w 1/8 finału.
Dwukrotnie wystąpił również w mistrzostwach świata – w 2013 roku w Puebli i w 2015 roku w Czelabińsku. Oba starty zakończył na 1/8 finału.
W 2013 roku zdobył brązowy medal igrzysk solidarności islamskiej w Palembang w kategorii wagowej do 54 kg.